# ارکیده‌های ناجنبا
ارکیده‌های ناجُنبا (نام علمی: Acineta) نام یک سرده از خانواده ثعلبیان است.